# 芭芭拉·贝尔格迪斯
芭芭拉·贝尔格迪斯（英語：Barbara Bel Geddes，1922年10月31日—2005年8月8日），美国女演员。曾获得黄金时段艾美奖戏剧类电视系列剧最佳女主角。